# 相対幻論
相対幻論（そうたいげんろん）は、思想家・吉本隆明と経済人類学者・栗本慎一郎の対談本。週刊文春のコラムや現代言語セミナーなどを手がけた清野徹という編集者によって企画された。冒頭は、吉本による栗本への経済人類学への質問という形で始まっている。後半は、ドゥルーズの思想や、RCサクセション、ビートたけし、タモリなどのサブカルチャーなどへと話題が及び、映画「戦場のメリークリスマス」への吉本の辛辣な批評によって幕を閉じる。『鉄の処女』によると、10万部売れたという。
冬樹社より単行本として刊行された際は、糸井重里によるコピーが表紙に載っていた。その後、角川書店より文庫化され、絶版。のちに青土社から刊行された吉本の対談集に収められた。

## 内容
まず、吉本が、栗本やカール・ポランニーの著作を読んで湧いた疑問を栗本にぶつけるところから、対談が始まる。吉本いわく「カール・ポランニーは、非市場社会から市場社会へ移行するときの《必然力》を考えていないのではないか」。これに対する栗本の答えは「カール・ポランニーにはそういう面が確かにあって自分も批判的で、カールの欠点を埋めるために、弟のマイケル・ポランニーやアーサー・ケストラーらの、ブダペスト生まれの科学哲学に関心を持つにいたり、吉本のいう必然力を生命論的に考えていこうということになった」というものである。

### 作品情報
- 相対幻論 1985年6月1日発売 角川文庫（角川書店） ISBN 9784041501054

## 反響
- 『鉄の処女 (書物)』によると、栗本が吉本に丁寧な態度を取っていることから、栗本は吉本の派閥だと安直な発想をした評論家がいた、という。渡部直己の名前が挙がっていた。
- 『たけし、吼える』（飛鳥新社）というビートたけしの本の中で、この本への反論があった。タモリと自分は違うのに、一緒くたに並べて論じているところがおかしい、という批判であった。
- 『ニッポン思想の首領たち』（宝島社・刊、小浜逸郎・著 ISBN 4-7966-0847-8）所収「迷走する境界人～栗本慎一郎」でも、吉本の「ポランニーは前近代へ遡行するような甘さがあるが、栗本は違う」という発言への考察があった。
- 景山民夫の「極楽TV」[4]なる宝島誌上のコラムで、栗本と吉本がお笑いについて低次元の発言しかできないことを批判した文があり、時期から見て本書への批判と思われる。

## 関連書籍
吉本と栗本の対談本として本書のほかに以下の二冊がある。
- 『恋愛幻論』（厳密には、林真理子との鼎談）
- 『加速する変容』（第一章。栗本慎一郎対談集、扶桑社）